# Беневенто (округ)
Округ Беневенто (итал. Provincia di Benevento) је округ у оквиру покрајине Кампанија у јужној Италији. Седиште округа покрајине и највеће градско насеље је истоимени град Беневенто.
Површина округа је 2.071 км², а број становника 289.057 (2008. године).

## Природне одлике
Округ Беневенто чини северни део историјске области Кампаније. Он се налази у јужном делу државе, без изласка на море. Већи део округа се налази усред планинског ланца Апенина. Северним делом округа пружају се Самитски Апенини, а јужним Кампањски Апенини. У средишњем делу округа налази се плодна долина реке Калоре, а западном делу налази се крајње источни огранак Кампањске равнице.

## Становништво
По последњим проценама из 2008. године у округу Беневенто живи близу 290.000 становника. Густина насељености је велика, близу 140 ст/км². Западна, нижа половина округа је боље насељена, док је источни, планински део је ређе насељен и слабије развијен.
Поред претежног италијанског становништва у округу живе и известан број досељеника из свих делова света.

## Општине и насеља
У округу Беневенто постоји 78 општина (итал. Comuni).
Најважније градско насеље и седиште округа је град Беневенто (63.000 ст.) у јужном делу округа. Други по величини је град Монтесаркио (14.000 ст.) у крајње јужном делу округа.